# Virelai
Virelai är en typ av medeltida franskspråkig versform och genre, ofta använd i poesi och musik. Det är en av de tre formes fixes (de andra är ballad och rondeau) och var en av de vanligaste versformerna som tonsattes i Europa från slutet av 1400-talet och under 1500-talet.
En virelai liknar en rondeau. Varje strof har två rim där slutrimmet återkommer som det första rimmet i den andra strofen. Den musikaliska formen är nästan alltid A B B A, där den första och sista delen har samma text, i likhet med den italienska ballatan. Den första strofen kallas estribillo, de två följande mudanzas och den sista vuelta.
En av de mest kända kompositörerna är Guillaume de Machaut som också skrev egen poesi. Det finns 33 kända verk av de Machaut. Bland andra virelaikompositörer märks Jehannot de l'Escurel och Guillaume Dufay.
I mitten av 1600-talet hade man övergått från tonsatta virelai till rena texter och det finns många exempel på detta (liksom ballad och rondeau), men de var antingen aldrig avsedda att tonsättas, eller saknas musiken till styckena.

## Exempel på en virelai
Douce Dame Jolie av Guillaume de Machaut
Douce dame jolie,
Pour dieu ne pensés mie
Que nulle ait signorie
Seur moy fors vous seulement.
Qu'adès sans tricherie
Chierie
Vous ay et humblement
Tous les jours de ma vie
Servie
Sans villain pensement.
Helas! et je mendie
D'esperance et d'aïe;
Dont ma joie est fenie,
Se pité ne vous en prent.
Douce dame jolie,
Pour dieu ne pensés mie
Que nulle ait signorie
Seur moy fors vous seulement.
Mais vo douce maistrie
Maistrie
Mon cuer se durement
Qu'elle le controlie
Et lie
En amour tellement
Qu'il n'a de riens envie
Fors d'estre en vo baillie
Et se ne li ottrie
Vos cuers nul aligement
Douce dame jolie,
Pour dieu ne pensés mie
Que nulle ait signorie
Seur moy fors vous seulement.
Et quant ma maladie
Garie
Ne sera nullement
Sans vous, douce anemie
Qui lie
Estes de mon tourment
A jointes mains deprie
Vo cuer, puis qu'il m'oublie
Que temprement m'ocie
Car trop langui longuement
Douce dame jolie,
Pour dieu ne pensés mie
Que nulle ait signorie
Seur moy fors vous seulement.

### Svensk tolkning
O sköna, vackra dam,
vid Gud, var säker på
att ingen utom Ni
mitt hjärta fyller så
Och alltid utan svek
Er ärligt jag vördat har
och alla dagar i mitt liv
Er ödmjukt jag tjänat har
förutan ont i håg
Ack, ensam jag nu är
att tigga om lättnad och hopp
min glädje är inget värd
förutan Eder nåd
O sköna, vackra dam,
vid Gud, var säker på
att ingen utom Ni
mitt hjärta fyller så
Men eder söta gunst
så mäktigt mitt hjärta styr
plågar det och
snärjer till evig kärlek
Mitt hjärta söker inget
än att vara i Er makt
Och likväl skänker ej
Ert hjärta mig någon nåd
O sköna, vackra dam,
vid Gud, var säker på
att ingen utom Ni
mitt hjärta fyller så
Och när min sjuka kropp
alls icke helas kan
Utan Er, min sköna fiende
som glädes åt min nöd
Med knäppta händer jag nu ber
Ert hjärta som mig glömt
i nåd mig döda skall
och frälsa mig från min nöd
O sköna, vackra dam,
vid Gud, var säker på
att ingen utom Ni
mitt hjärta fyller så